# Karsten Migels

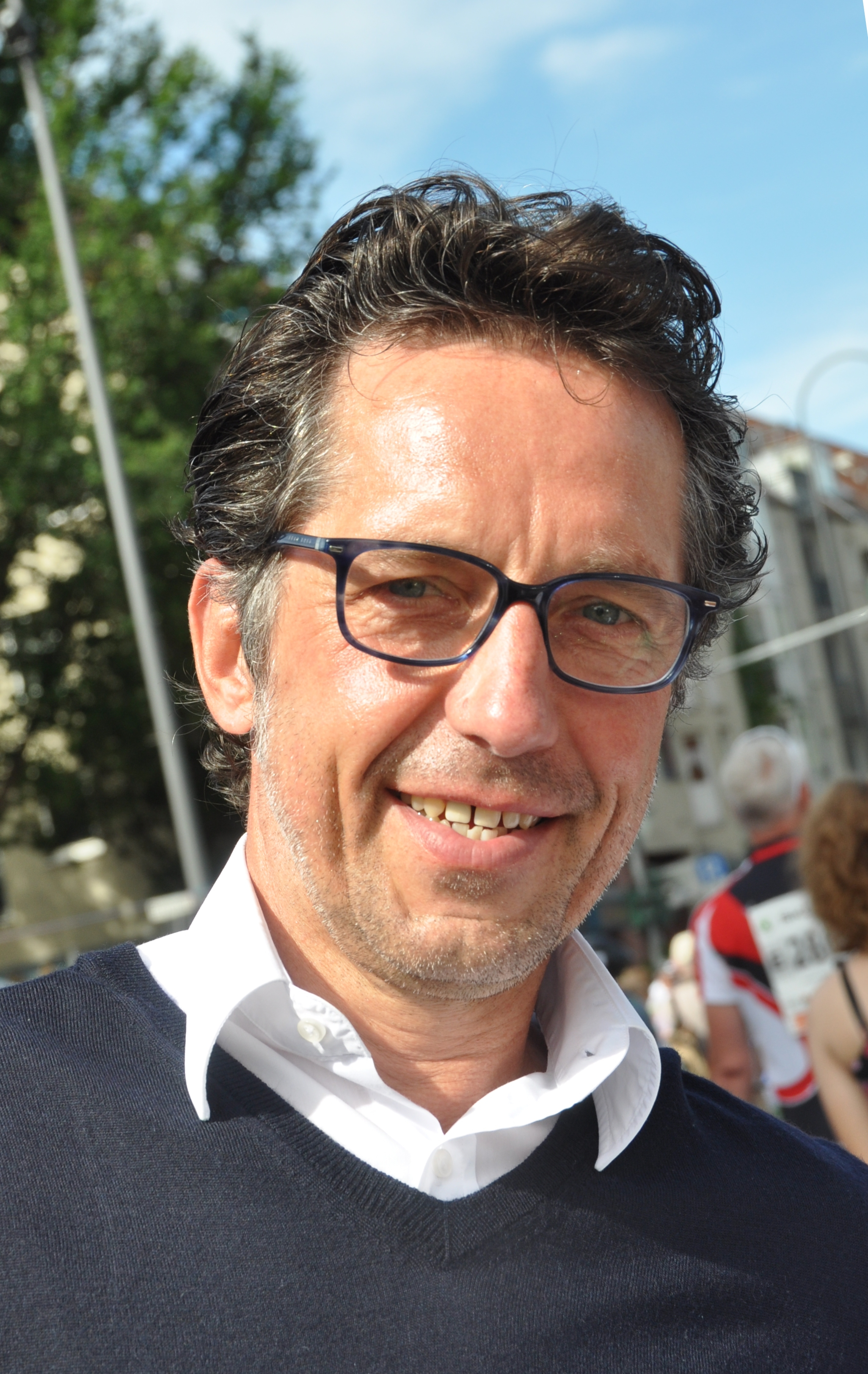
Karsten Migels (2017)

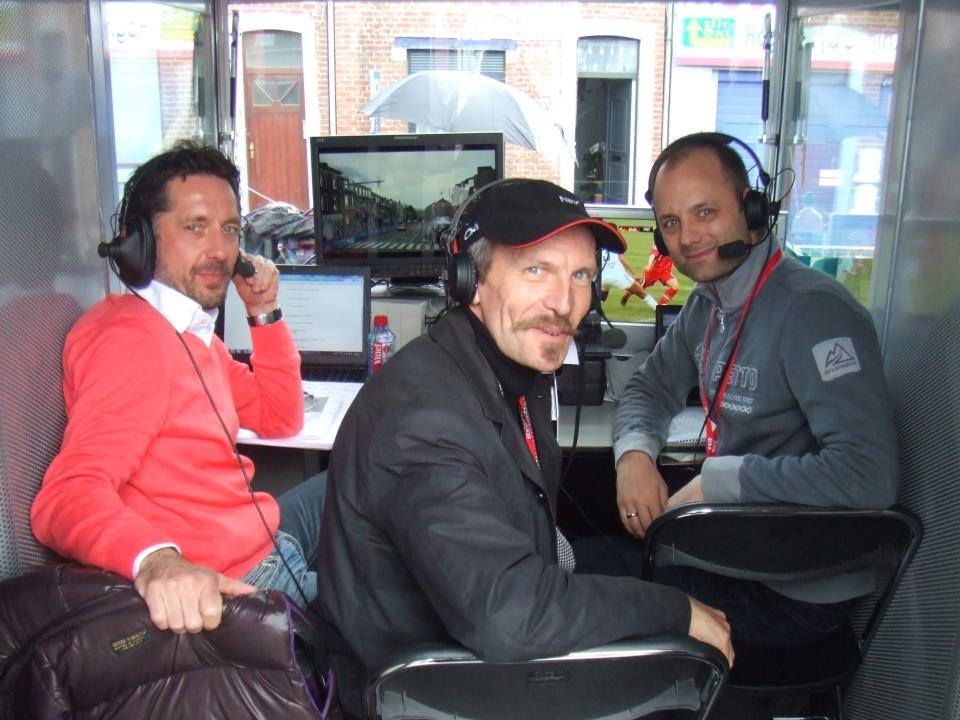
Migels (l.) als Kommentator von Eurosport bei Lüttich–Bastogne–Lüttich 2012 mit Jean-Claude Leclercq (M.) und Andreas Schulz

Karsten Migels (* 1964 in Bochum) ist ein deutscher Radsport-Kommentator bei Eurosport, Sprecher bei Radsport-Veranstaltungen und ehemaliger Radrennfahrer.

## Radsportkarriere
Zum Radsport kam Migels als Zwölfjähriger durch Zufall. Sein damaliger Fußballtrainer drückte Migels wegen dessen mangelhaften Balltalentes fünf D-Mark in die Hand mit der Bedingung, sein Glück doch in einer anderen Sportart zu versuchen. Durch einen Klassenkameraden kam er dann zum RVC Reute.
Als Radsportler wurde Migels mehrfacher Badischer Meister auf der Bahn, im Gelände und auf der Straße. Er fuhr einige Jahre in der deutschen Junioren- und Amateur-Nationalmannschaft. Bei den deutschen Querfeldeinmeisterschaften wurde er 1982 bei den Junioren Deutscher Meister und belegte bei den Cyclocross-Weltmeisterschaften den neunten Platz. 1984 erlitt er während eines Rennens im Breisgau bei einem Sturz einen Lungenriss, sechs Rippenbrüche und eine Schulterverletzung. In Folge des Unfalls erreichte er sein vorheriges Leistungsniveau nicht mehr und verpasste deshalb auch sein Ziel, in die Sportfördergruppe der Bundeswehr aufgenommen zu werden. Als Elitefahrer war er im Schweizer Team „Paterlini Saxer Look“ engagiert.

## Berufliches
Der in Bochum geborene Migels wuchs in Reute nahe Freiburg im Breisgau in einer Arbeiterfamilie auf, sein Vater arbeitete im Baugewerbe. Karsten Migels durchlief eine Ausbildung zum Kaufmann und arbeitete für die Stadt Freiburg. Des Weiteren war er in der Durchführung von Sportveranstaltungen tätig und betätigte sich als Hallensprecher.
1997 fing er beim Fernsehsender Eurosport als Radsportkommentator an. Zwar hatte Migels zuvor ab 1992 bei Radrennen als Moderator an der Strecke Erfahrung gesammelt, verfügte aber über keine Erfahrung als Fernsehkommentator, als er 1997 gemeinsam mit Rudi Altig die Tour de France auf Eurosport kommentierte. In der Anfangszeit seiner Kommentatorentätigkeit wurde er von vielen Zuschauern für seine euphorische und emotionale Berichterstattung kritisiert, Eurosport setzte dann vorerst Klaus Angermann und Tony Rominger als Kommentatoren bei den großen Rundfahrten ein, später übernahm wieder Migels die Kommentatorentätigkeit (zeitweise gemeinsam mit Angermann). Neben der Tour de France kommentiert er unter anderem auch den Giro d’Italia und die Vuelta a España. Er ist auch als Sprecher beim Berliner Sechstagerennen und Moderator bei anderen Radsportveranstaltungen tätig. Auch bei den UCI-Bahn-Weltmeisterschaften 2020 in Berlin war er als Sprecher vor Ort.
Migels ist mehrfacher Herausgeber der Buchbände Radsport Jahresrückblick.
Seit den UCI-Straßen-Weltmeisterschaften 2019 betreibt Migels gemeinsam mit Marc Rohde den Podcast Windkante unter dem Motto „Alles rund ums Rad“.